# Hhohho
Hhohho é uma região de Essuatíni, localizado no noroeste do país. O centro administrativo é a capital do país Mbabane.